# اسکار بولزا
اسکار بولزا (Oskar Bolza) (۱۲ می ۱۸۵۷ – ۵ ژوئیه ۱۹۴۲)، یک ریاضی‌دان آلمانی و شاگرد فلیکس کلاین بود. وی در باد برگ‌زابرن، پالاتن، که بعداً یکی از شهرستان‌های بایرن شد، متولد گردیده و برای پژوهش‌هایش در زمینه حساب تغییرات معروف است، وی به‌ویژه از آموزش‌های ۱۸۷۹ کارل وایرشتراس در این رابطه متأثر شده است.

## زندگی
بولزا در ۱۸۷۵ میلادی وارد دانشگاه برلین شد. وی نخست به زبان‌شناسی علاقه داشت اما بعداً همراه با کیرشهف و هلمهولتز به مطالعه فیزیک پرداخت، اما چون کارهای تجربی برای وی جذاب نبود تصمیم گرفت تا در ۱۸۷۸ میلادی وارد حوزه ریاضیات شود. وی سال‌های ۱۸۷۸ تا ۱۸۸۱ میلادی را به آموزش تحت نظر الوین کریستوفل و «تئودور ریی» در استراسبورگ، هرمان شوراتس در گوتینگن و به‌ویژه کارل ویراشتراس در برلین سپری کرد.
وی در بهار ۱۸۸۸ میلادی به هابوکن در نیوجرسی رفت تا در ایالات متحده شغلی را جست‌جو کند: وی موفق شد در ۱۸۸۹ شغلی در دانشگاه جانز هاپکینز و سپس در دانشگاه کلارک که تازه تأسیس شده بود بیاید. بولزا در ۱۸۹۲ به دانشگاه شیکاگو پیوست و تا ۱۹۱۰ میلادی در آن‌جا ماند، وی پس از مرگ دوستش هاینریش ماشکه در ۱۹۰۸ میلادی از ایالات متحده دلخور شد و با خانم خود به فرایبورگ در آلمان برگشت. رویدادهای جنگ اول جهانی به شدت روی بولزا تأثیر گذاشت، وی پس از ۱۹۱۴ میلادی پژوهش‌های خود در ریاضی را متوقف کرد. وی به روان‌شناسی دینی، زبان‌ها (به‌ویژه سانسکریت) و ادیان هندی علاقه‌مند شد. او کتاب «دین بدون باور» را در ۱۹۳۰ میلادی با نام مستعار اف.اچ. مارنیک منتشر کرد. با این حال در اواخر زندگی خود دوباره به پژوهش در ریاضیات روی آورد و از ۱۹۲۹ میلادی تا دوره بازنشستگی در ۱۹۳۳ میلادی در دانشگاه فرایبورگ به تدریس پرداخت.

### حرفه اکادمیک
وی دکترای خود را پس از هشت سال و چندین بار تغییر در هدف در نهایت در ۱۸۸۶ میلادی از دانشگاه گوتینگن به‌دست‌آورد. او رساله دکترای خود را تحت عنوان «در مورد تقلیل انتگرال‌های فوق-بیضوی مرتبه اول و نوع اول به انتگرال‌های بیضوی، به‌ویژه در مورد تقلیل توسط تبدیل درجه چهارم»‏ تحت نظر فلیکس کلاین نوشت.
بولزا در ۱۸۸۹ میلادی در دانشگاه هاپکینز کار کرد، جایی که سیمون نیوکام به وی یک شغل موقتی کوتاه مدت به عنوان «مطالعه کننده در ریاضیات» داد و سپس توانست شغلی به عنوان پروفسور در دانشگاه کلارک بیاید. بولزا زمانی که در دانشگاه کلارک بود مقاله مهمی در مورد «نظریه گروه‌های تعویضی و کاربرد آن در معادلات جبری» را در ژورنال ریاضی آمریکا نشر کرد. بولزا در ۱۸۹۲ میلادی به دانشگاه شیکاگو پیوست و تا ۱۹۱۰ میلادی در آنجا کار کرد و سپس تصمیم گرفت، تا به فرایبورگ، آلمان برگردد: وی در آن‌جا به عنوان پروفسور افتخاری گماشته شده بود و دانشگاه شیکاگو جایزهٔ تحت عنوان «پروفسور غیر-مستقر در ریاضیات» را به وی اعطا نموده بود، که تا آخر عمر با وی باقی ماند.

## کار

### فعالیت پژوهشی
بولزا مقاله «توابع بیضوی s به عنوان مورد ویژه از توابع فوق-بیضوی s»‏ را در ۱۹۰۰ منتشر کرد که مرتبط با مطالعات رساله دکترای وی تحت نظر کلاین بود. با این وجود، وی از ۱۹۰۱ به بعد روی حساب تغییرات کار کرد. مقاله‌هایی که طی چند سال بعدی در صورتجلسات انجمن ریاضی آمریکا ظاهر شد، شامل مقاله‌های ذیل بودند: «اثبات جدیدی برای قضیه ازگود در حساب تغییرات»‏ (۱۹۰۱)؛ «اثبات کافی‌بودن شرط ژاکوبی برای یک علامت دایمی وردش دوم در آنچه به مسائل ایزوپریمتریکی از آن یاد می‌گردد»‏ (۱۹۰۲)؛ «قضیه وایرشتراس و قضیه کنزر در مورد خطوط متقاطع برای کلی‌ترین مورد اکسترمم از یک انتگرال معین ساده»‏ (۱۹۰۶) و «اثبات وجودی برای میدان مماس‌های اکسترمم بر یک منحنی دلخواه»‏ (۱۹۰۷). کتاب «لکچرهایی در مورد حساب تغییرات»‏ توسط انتشارات دانشگاه شیکاگو در ۱۹۰۴ چاپ گردید، در حوزه خود معروف گردیده و چندین بار به چاپ رفت: شاگرد اسبق وی گیلبرت آمیس بلیس در مورد نسخه افزوده شده آلمانی این اثر چنین می‌گوید، «یک اثر عالی و غیرقابل اجتناب برای تمامی دانشمندان در این حوزه و همچنین دارای محدوده به مراتب وسیع‌تری نسبت به کتاب قبلی».
بولزا بلافاصله پس از این‌که به آلمان برگشت به تدریس و پژوهش ادامه داد، به‌ویژه روی نظریه توابع، معادلات انتگرال و حساب تغییرات. دو مقاله که در سال ۱۹۱۳ و ۱۹۱۴ میلادی منتشر شد از اهمیت خاص برخوردار است. وی در مقاله اولی خود Problem mit gemischten Bedingungen und variablen Endpunkten نوع جدیدی از مسئله متغیرها را که حالا از آن با عنوان «مسئله بولزا» یاد می‌شود و پس از وی نام‌گذاری شد تشکیل داد و در مقاله دومی متغیرهای یک مسئله انتگرال مرتبط به نامساوی‌ها را مطالعه نمود. کار دومی وی در نظریه کنترل به یک امر مهم مبدل شد. بولزا در ۱۹۱۳ به شیکاگو بازگشت تا در جریان تابستان در مورد نظریه توابع و معادلات انتگرال سخنرانی علمی ایراد نماید.

### فعالیت‌های تدریسی
بولزا در ۱۸۹۲ به دانشگاه شیکاگو پیوست. وی در آنجا برای هجده سال از ۱۸۹۲ تا ۱۹۱۰ کار کرد. دانشکده ریاضی این دانشگاه در این مدت به‌طور برجسته موفق بود و ۲۹ دانشجوی دکترا از آن فارغ‌التحصیل گردیدند (نُه تن از آن‌ها دانشجوی بولزا بودند). این دانشجویان شامل لئونارد دیکسون- نخستین دانشجویی که مدرک دکترای خود را در رشته ریاضی از دانشگاه شیکاگو اخذ کرد، گیلبرت بلیس، اسوالد وبلن، رابرت لی مور، جورج دیوید بیرکهوف و «تی.اچ. هیلدبرنت» بودند.
بولزا در ۱۹۰۸ میلادی به فرایبورگ نقل مکان کرد و توانست به عنوان پروفسور در دانشگاه فرایبورگ کار کند و برای سال‌ها در آن‌جا مشغول تدریس بود. هرچند درس‌های وی بر اثر جنگ اول جهانی مختل شد اما پس از آن تا ۱۹۲۶ میلادی در فرایبورگ به آموزش ادامه داد. پس از سه سال دوباره به دانشگاه فرایبورگ بازگشت و به تدریس خود در کلاس‌ها تا ۱۹۳۳ میلادی ادامه داد.

## کتابشناسی
- Bliss, G. A. (January 29, 1943), "Oskar Bolza", Science, 97 (2509): 108–109, doi:10.1126/science.97.2509.108, MR 0007721, PMID 17758494, Zbl 0060.01414.
- Bliss, G. A. (1944), "Oskar Bolza—In memoriam", Bulletin of the American Mathematical Society, 50 (7): 478–489, doi:10.1090/s0002-9904-1944-08150-0, MR 1564626, available from Project Euclid.
- Heffter, Lothar (1943), "Oskar Bolza", Jahresbericht der Deutschen Mathematiker-Vereinigung (به آلمانی), 53: 1–13, MR 0017702, Zbl 0028.10001, available from GDZ or from the DigiZeitschriften Document Server.
- O'Connor, John J.; Robertson, Edmund F. (August 2005), "Oskar Bolza", MacTutor History of Mathematics archive, University of St Andrews.